# Пентиктон
Пентиктон (енгл. Penticton) је град у Канади у покрајини Британска Колумбија. Према резултатима пописа 2011. у граду је живело 32.877 становника.

## Становништво
Према резултатима пописа становништва из 2011. у граду је живело 32.877 становника, што је за 3,0% више у односу на попис из 2006. када је регистровано 31.909 житеља.
| 2006.  | 2011.  |
| ------ | ------ |
| 31.909 | 32.877 |